# Bâtisseurs de Montcalm
Bâtisseurs de Montcalm egy kanadai jégkorongcsapat volt a québeci Saint-Roch-de-l'Achiganból. A csapat a Ligue nord-américaine de hockey (LNAH) bajnokságban játszott a 2022-23-as szezonban.

## Története
A Bâtisseurs de Montcalm 2022-ben lett alapítva.
2023. június 29-én jelentette be az LNAH vezetése, hogy a 2023-24-es szezonban a csapat nem fog szerepelni.

## Statisztikák
| Főszezon | Főszezon | Főszezon | Főszezon | Főszezon | Főszezon | Főszezon | Főszezon | Főszezon | Rájátszás                      | Rájátszás | Rájátszás | Rájátszás     |
| Szezon   | LM       | GY       | GY. H.   | V. H.    | V        | G        | P        | Helyezés | Negyeddöntő                    | Elődöntő  | Döntő     | Vertdure-kupa |
| -------- | -------- | -------- | -------- | -------- | -------- | -------- | -------- | -------- | ------------------------------ | --------- | --------- | ------------- |
| 2022–23  | 36       | 11       | 2        | 7        | 16       | 133-175  | 33       | 7.       | Vereség Assurancia ellen (1-4) | -         | -         | -             |